# مكتب التجارة الحكومية

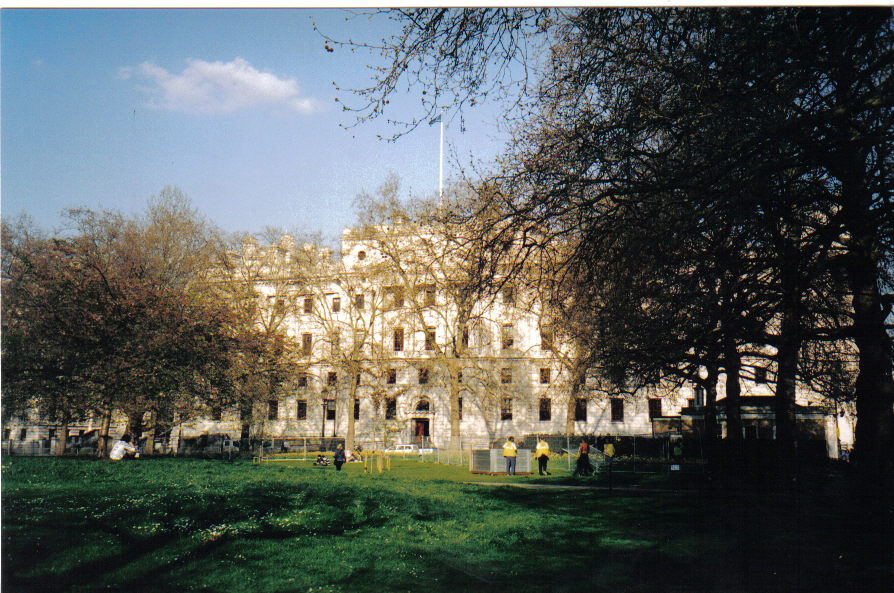

مكتب التجارة الحكومية (بالإنجليزية: Office of Government Commerce)‏ إحدى إدارات الحكومة البريطانية.